# Mármores de Elgin
Os Mármores de Elgin, também conhecidos como Mármores do Partenon, são uma grande coleção de esculturas em mármore levadas da Grécia para a Grã-Bretanha em 1806 por Thomas Bruce, Lord Elgin, na época embaixador junto ao império Otomano. Valendo-se do domínio deste sobre os territórios da Grécia, obteve uma autorização do sultão para removê-los do Partenon. As esculturas encontram-se no Museu Britânico, em Londres.

## Descrição
Os Mármores de Elgin incluem algumas esculturas dos pendimentos, os painéis da Metópe descrevendo as batalhas entre os lápios e os centauros, bem como o friso que decorava o rodateto exterior da cela, no interior da arquitrave do templo. Representam mais da metade das esculturas sobreviventes da decoração do Partenon: 247 pés dos 524 originais do friso; 15 das 92 métopas; 17 figuras parciais dos pendimentos, bem como outras peças isoladas. As aquisições de Elgin incluíam ainda outros objetos de outras edificações da Acrópole de Atenas, como o Erequiteon, o Proprileu e o pequeno Templo de Athena Niké. Foram feitos também moldes em cera do restante.

## O friso e as metópes

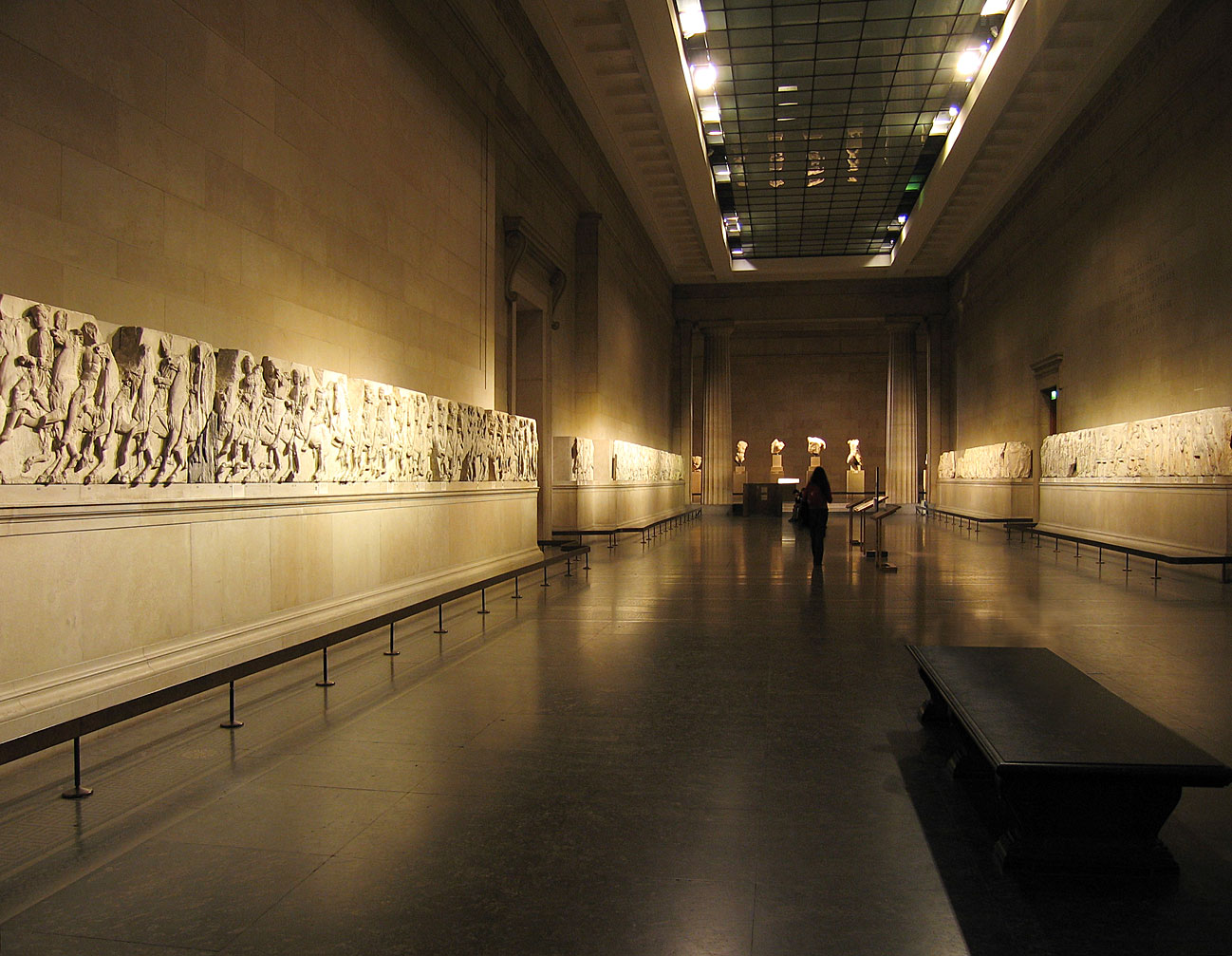
Museu Britânico, em Londres

Com cerca de dois terços em Londres, cerca de um terço em Atenas e fragmentos em nove outros museus pelo mundo, o friso do Partenon descreve, em baixo-relevo datado de 438 a.C., a procissão pantenaica, que acontecia em Atenas a cada quatro anos. Esta procissão no friso culminava no canto leste com uma descrição dos deuses gregos sentados em banquetas de cada lado, com os serviçais ao centro. É considerado obra do escultor Fídias ou de sua oficina.
As noventa e duas métopas foram executadas em alto-relevo, prática até então usada somente em metais preciosos (templos usavam manter estatuas votivas dos deuses) e seu desenho é atribuído ao escultor Cálamis. As do lado leste descrevem a Gigantomaquia (a luta entre os deuses do Olimpo contra os Gigantes); as do lado oeste a Amazonomaquia (a mítica batalha dos atenienses contra as Amazonas). As metópes do lado sul mostram a Centauromaquia Tessaliana (a batalha entre os lápios, ajudados por Teseu contra os centauros)  com exceção de uma parte perdida. No lado norte, a decoração está muito danificada, mas parecem se referir ao saque de Troia.

## O saque e as críticas a Lord Elgin
O estado de ruína do Parthenon não foi causado, exclusivamente, por ação do tempo. Foi preciso chegar-se a 1687 para que uma bala de canhão oriunda de um navio veneziano da armada de Francesco Morosini acertasse em cheio o edifício, então reduzido à humilhante condição de paiol de munições pelo Império Otomano. A explosão praticamente destruiu o Parthenon, mas não impediu que os turcos continuassem a usar a Acrópole como fortaleza militar por mais de um século. Nunca se mostraram muito dados à apreciação de tais monumentos: outra vítima célebre, o pequeno Templo de Athena Niké, foi ali destruído para dar mais espaço à artilharia otomana.
O objectivo inicial de Thomas Bruce, sétimo conde de Elgin, era modesto: copiar, com moldes de gesso, algumas esculturas, para decorar a mansão que oferecera a sua mulher como prenda de casamento. Para tal, teve de subornar várias autoridades turcas; mesmo assim, sua equipe trabalhava sujeita a inúmeras restrições: por exemplo, não podiam usar andaimes, pois isso poderia permitir que os europeus espreitassem para dentro das residências muçulmanas.
A páginas tantas, Elgin resolveu mudar seus planos e dedicar-se antes a "salvar" os frisos.
Aproveitando sua condição de embaixador e a crescente influência britânica na região, fruto das vitórias de Nelson, pediu e obteve autorização para levar para o Reino Unido "algumas" peças. Esta palavra ainda hoje é alvo de controvérsia, pois o original turco da autorização concedida a Elgin está perdido há muito, restando apenas uma tradução italiana (o italiano era então a língua diplomática entre o Império Otomano e o Ocidente) que usa a palavra "qualche" – que tanto pode significar "umas poucas" como "quaisquer". O bom embaixador decidiu-se alegremente pela segunda hipótese, lançando sobre o Parthenon uma equipe de 300 homens que se dedicou, durante um ano, a retirar, nem sempre com muito cuidado, os mármores (56 peças e 19 estátuas) que actualmente se encontram no British Museum e a deixar na estrutura remanescente os feios buracos que ainda hoje tanto irritam os gregos. Os denodados operários até teriam serrado algumas esculturas, para facilitar seu transporte.

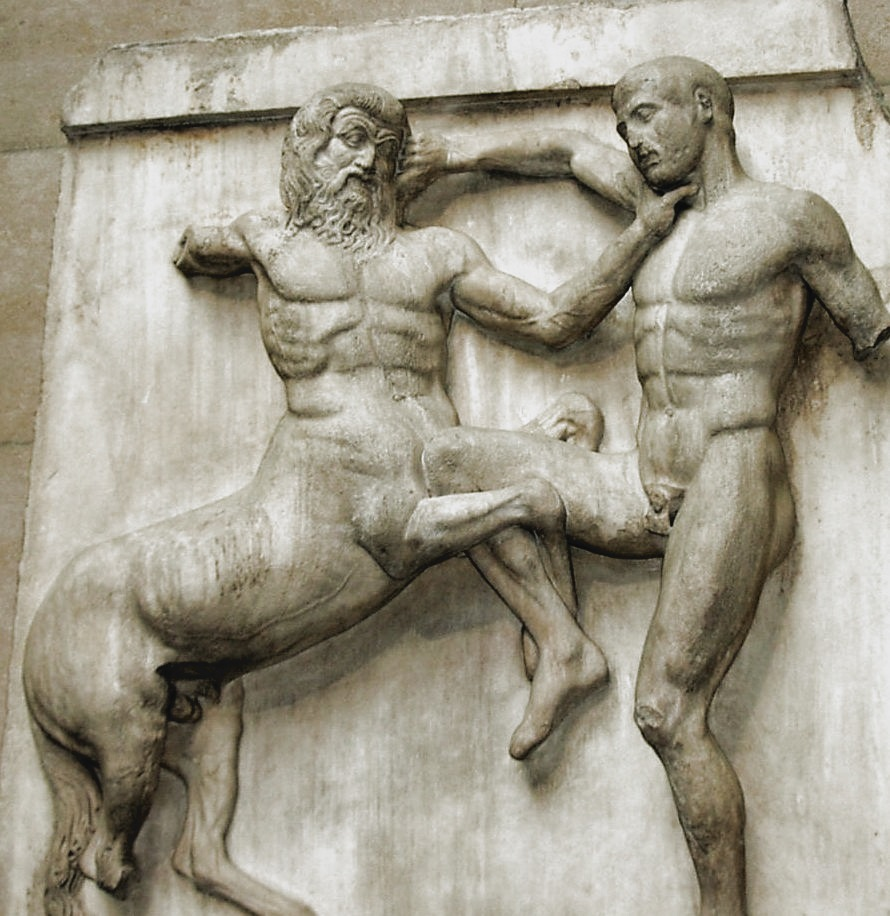
Batalha entre lápios e centauros

Segundo alguns, o poeta inglês Lord Byron teria sido a primeira voz culta e desinteressada a denunciar o saque do Parthenon. Byron não foi, de forma alguma, o primeiro a criticar Elgin, embora tenham ficado célebres versos seus directamente apontados ao antigo embaixador britânico em Constantinopla:
"Cold as the crags upon his native coast/ His mind as barren and his heart as hard".
Desde o início, os aristocratas londrinos, apesar do seu hábito de recolher souvenires clássicos onde quer que fossem, tiveram a impressão de que Elgin havia ido longe demais. O ataque, tão feroz que até incluiu dúvidas sobre a autoria grega das esculturas, foi liderado por Richard Payne Knight, figura destacada da Society of Dilettanti, uma espécie de grémio de ditadores do gosto artístico inglês da época.
Os mármores ficaram durante anos (mal) guardados num barracão erigido em Park Lane, onde eram visitados apenas por artistas e connoisseurs ilustres. O pintor suíço Fuseli teria mesmo saído de sua primeira visita berrando algo como "De Greeks were godes! De Greeks were godes!"
Sir Edward Dodwell, um turista britânico que visitou o local na altura, não foi meigo ao criticar a operação de "resgate" no seu livro "A Classical and Topographical Tour through Greece":
"Everything relative to this catastrophe was conducted with an eager spirit of insensate outrage, and an ardour of insensate rapacity, in opposition not only to every feeling of taste but to every sentiment of justice and humanity."
Mas é de notar que noutras passagens deste livro é descrita a destruição com que os turcos continuavam a massacrar a Acrópole, já depois de terminada a "exportação" dos mármores.
O resto da história correu mal a Elgin: foi preso pelos franceses, abandonado pela mulher e aldrabado pelo governo inglês, que acabou – depois de muita discussão que gerou um comitê – por adquirir os mármores por 35 mil libras, uma soma inferior ao que o ex-embaixador havia gasto.
Desde que a ex-atriz grega Melina Mercouri assumiu o Ministério da Cultura da Grécia (de 1981–89), tentou recuperar os chamados "Mármores de Elgin", porém sem sucesso.
Naquela época os parlamentares ingleses recusaram os pedidos que Melina lhes fez, alegando que a transladação dos mármores para a Grã-Bretanha fora legal.
Os gregos, por seu lado, replicaram que a Grécia naquela época era uma terra ocupada – tanto é que Lord Byron morreu em 1824 numa das ilhas gregas, lutando pela liberdade da Grécia –, e que, portanto, não podiam aceitar que seu patrimônio cultural fosse vendido pelo invasor, ou por um funcionário qualquer que actuasse em nome dele.
Os ingleses continuam indisponíveis para devolver os mármores aos gregos, como se viu pelos escassos resultados das recentes iniciativas gregas, que tinham por objetivo colocá-los na Acrópole a tempo dos Jogos Olímpicos de Verão de 2004.

## Danos sofridos pelos mármores
Para facilitar o transporte, a coluna principal do templo, a cornija do Erecteion e muitas das métopes e outras peças grandes foram serradas e fatiadas em pedaços menores. Um dos barcos que as transportavam afundou no cabo Mataplan, mas foi resgatado por Lord Elgin após dois anos no fundo do mar. Depois de retirar os mármores, Lord Elgin teria passado pela Itália, onde consultou Canova, que, horrorizado, se recusou a participar, afirmando: "Seria um sacrilégio se algum homem os  tocasse com seu cinzel".
Os artefactos foram também irremediavelmente danificados por uma desastrosa limpeza executada em 1930 pelo pessoal do Museu Britânico. Agindo com a errônea convicção de que os mármores eram originariamente brancos, foram clareados com ferramentas de cobre e produtos cáusticos, causando sérios danos e alterando a tonalidade. Adicionalmente, raspou-se todos os vestígios da tinta com a qual eram originalmente coloridos. Também foram atacados pela poluição do ar e pelo clima úmido de Londres.

## Museu Vaticano
Em 07 de março de 2023, o Papa Francisco entregou os três fragmentos de mármore do Partenon em exibição nos museus do Vaticano, à Igreja Ortodoxa Grega representada por Jerônimo II de Atenas. Os fragmentos representando a cabeça de um cavalo, um rapaz e um homem, estavam nas coleções do Vaticano desde o século XIX.